# Імран Хан
Імран Хан (англ. Imran Khan; урду عمران احمد خان نیازی; нар. 5 жовтня 1952, Лахор, Пакистан) — пакистанський державний діяч, колишній професійний гравець у крикет. Прем'єр-міністр Пакистану з 18 серпня 2018 до 10 квітня 2022 року. Лідер партії Техрік-е-Інсаф.

## Біографія
Імран Хан народився 5 жовтня 1952 року в Лахорі. Його батько був інженером-будівельником. Коли Імрану виповнилося 18 років, він став виступати за національну команду Пакистану з крикету. Перший матч зіграв проти Англії 1971 року. Після переїзду до Англії Імран грав за Оксфордський університет у 1973—1975 рр., став капітаном команди університету 1974 року. 1982 року Імран Хан став капітаном команди з крикету Пакистану, був ним до 1992 року.
Після перемоги на парламентських виборах 25 липня 2018 р. Імран Хан 18 серпня 2018 р. склав присягу як прем'єр-міністр Пакистану.
10 квітня 2022 року Парламент Пакистану висловив вотум недовіри Хану, за це проголосувало 174 з 342 депутатів. Сам він результатів голосування не визнав, бо до цього підписав указ про розпуск парламенту. Опозиція звернулася до Конституційного суду Пакистану, який визнав розпуск парламенту незаконним, що відкрило шлях для голосування.
3 листопада 2022 на Імран Хана було вчинено напад на мітингу, його шпиталізували з пораненням у ногу.